# Servant & Lord
Servant & Lord è un fumetto tedesco in stile manga shōnen'ai scritto e disegnato da Lorinell Yu pubblicato in un volume unico dall'editore Tokyopop. L'editore Mangasenpai ha tradotto e distribuito un'edizione in italiano del fumetto in data 20 luglio 2019.

## Trama
Christian Ives è un ragazzo di 9 anni che soffre della forte freddezza emotiva del padre fino a quando trova un amico nel suo nuovo insegnante di pianoforte, il 17enne Daniel Gray. Molti anni dopo, dopo che Daniel, per un gioco del destino, perde tutto e inizia a lavorare come servitore nella tenuta degli Ives, la loro relazione diventerà più complessa.

## Pubblicazione
| Nº | Data di prima pubblicazione | Data di prima pubblicazione | Data di prima pubblicazione | Data di prima pubblicazione |
| Nº | Tedesco                     | Tedesco                     | Italiano                    | Italiano                    |
| Nº | Data                        | ISBN                        | Data                        | ISBN                        |
| -- | --------------------------- | --------------------------- | --------------------------- | --------------------------- |
| 1  | 13 marzo 2019               | 978-1427860163              | 20 luglio 2019              | 978-1427860163              |